# Eridu
Eridu (atual Tel Abu Xarém) foi uma cidade da Suméria, no sul da Mesopotâmia, hoje situada na província de Dicar, no Iraque. Foi pensada e criada pelos deuses e foi a casa do deus Enqui. Recebe destaque na mitologia suméria como primeira cidade do mundo e morada dos deuses que desceram dos céus à Terra. Sua ruínas estão entre as mais antigas da região e foram datadas em ca. 5 600 a.C. Foi ocupada quase ininterruptamente até ca. 600 a.C., quando foi abandonada por razões desconhecidas.